# God of War: Omega Collection
God of War: Omega Collection es una compilación de videojuegos para PlayStation 3 que incluye todos los videojuegos de la saga God of War más una pequeña estatua de pintada de color bronce de Kratos de resina pintada a mano. Esta entrega está destinada a que los admiradores de la saga God of War esperen ansiosamente un poco más a que salga God of War: Ascension.
Los rumores fueron creados por un portal alemán llamado Playfront mostrando las imágenes de la supuesta entrega.
Sony había confirmado en el E3 2012 que sí habría un God of War: Omega Collection.
El pack es exclusivo para Latinoamérica, de modo que no puede obtenerse en Europa y Norteamérica.

## Contenido

### Discos Blu-Ray
En total, ofrecerá tres discos: 
- God of War: Collection (con sus dos primeros juegos de PlayStation 2, God of War y God of War II en alta definición y con trofeos).

- También incluye God of War: Origins Collection (incluye las dos aventuras de PSP God of War: Chains of Olympus y God of War: Ghost of Sparta.

- También trae God of War III (Disco Blu-Ray único).[8]

- Solo God of War: Chains of Olympus y God of War: Ghost of Sparta tienen la opción 3D para los que tengan un televisor compatible con dicha acción.

### Arte exclusivo
- Una estatua a escala de Kratos creada por el artista argentino Pablo Viggiano.
- Caja especial decorada con el rostro de Kratos.
- Steelbook con arte exclusivo en acero.

## Réplica
Otra versión parecida al pack Omega será God of War: Saga Collection, tiene las mismas características, solamente que el Saga no tiene la estatua de bronce y su lanzamiento al mercado fue el 28 de agosto de 2012 en Norteamérica. Según Sony, el Saga es para que los fanáticos de la serie puedan tener toda la colección a un precio más accesible.